# Neriene digna
Neriene digna là một loài nhện trong họ Linyphiidae.
Loài này thuộc chi Neriene. Neriene digna được Eugen von Keyserling miêu tả năm 1886.